# Општина Камарго (Чивава)
Камарго (шп. Camargo) општина је у Мексику у савезној држави Чивава. Општина се налази на надморској висини од 1224 м.

## Становништво
Према подацима из 2010. у општини је живело 48748 становника.

### Хронологија
| Година       | 2000                  | 2005                  | 2010                  |
| ------------ | --------------------- | --------------------- | --------------------- |
| Становништво | 45852 (22605 / 23247) | 47209 (23196 / 24013) | 48748 (24032 / 24716) |

### Попис
| \| \| м \| \| \| ж \| \| 0—2 \| 1.270 \| \| \| 1.307 \| \| 3—5 \| 1.407 \| \| \| 1.413 \| \| 6—11 \| 2.828 \| \| \| 2.761 \| \| 12—14 \| 1.426 \| \| \| 1.398 \| \| 15—17 \| 1.437 \| \| \| 1.494 \| \| 18—24 \| 2.933 \| \| \| 3.014 \| \| 60+ \| 2.548 \| \| \| 2.637 \| \| Просек : \| 29,7 \| \| \| 30,1 \| |       |  |  |       |
| |       |  |  |       |
| | м     |  |  | ж     |
| 0—2 | 1.270 |  |  | 1.307 |
| 3—5 | 1.407 |  |  | 1.413 |
| 6—11 | 2.828 |  |  | 2.761 |
| 12—14 | 1.426 |  |  | 1.398 |
| 15—17 | 1.437 |  |  | 1.494 |
| 18—24 | 2.933 |  |  | 3.014 |
| 60+ | 2.548 |  |  | 2.637 |
| Просек : | 29,7  |  |  | 30,1  |

| #   | Индикатор                                                                                        | Вредност |
| --- | ------------------------------------------------------------------------------------------------ | -------- |
| 1   | Становништво од 0 до 2 године                                                                    | 2577     |
| 2   | Мушко становништво од 0 до 2 године                                                              | 1270     |
| 3   | Женско становништво од 0 до 2 године                                                             | 1307     |
| 4   | Становништво са 3 и више година                                                                  | 46020    |
| 5   | Мушко становништво са 3 и више година                                                            | 22685    |
| 6   | Женско становништво са 3 и више година                                                           | 23335    |
| 7   | Становништво са 5 и више година                                                                  | 44162    |
| 8   | Мушко становништво са 5 и више година                                                            | 21739    |
| 9   | Женско становништво са 5 и више година                                                           | 22423    |
| 10  | Становништво са 12 и више година                                                                 | 37611    |
| 11  | Мушко становништво са 12 и више година                                                           | 18450    |
| 12  | Женско становништво са 12 и више година                                                          | 19161    |
| 13  | Становништво са 15 и више година                                                                 | 34787    |
| 14  | Мушко становништво са 15 и више година                                                           | 17024    |
| 15  | Женско становништво са 15 и више година                                                          | 17763    |
| 16  | Становништво са 18 и више година                                                                 | 31856    |
| 17  | Мушко становништво са 18 и више година                                                           | 15587    |
| 18  | Женско становништво са 18 и више година                                                          | 16269    |
| 19  | Становништво од 3 до 5 година                                                                    | 2820     |
| 20  | Мушко становништво од 3 до 5 година                                                              | 1407     |
| 21  | Женско становништво од 3 до 5 година                                                             | 1413     |
| 22  | Становништво од 6 до 11 година                                                                   | 5589     |
| 23  | Мушко становништво од 6 до 11 година                                                             | 2828     |
| 24  | Женско становништво од 6 до 11 година                                                            | 2761     |
| 25  | Становништво од 8 до 14 година                                                                   | 6567     |
| 26  | Мушко становништво од 8 до 14 година                                                             | 3305     |
| 27  | Женско становништво од 8 до 14 година                                                            | 3262     |
| 28  | Становништво од 12 до 14 година                                                                  | 2824     |
| 29  | Мушко становништво од 12 до 14 година                                                            | 1426     |
| 30  | Женско становништво од 12 до 14 година                                                           | 1398     |
| 31  | Становништво од 15 до 17 година                                                                  | 2931     |
| 32  | Мушко становништво од 15 до 17 година                                                            | 1437     |
| 33  | Женско становништво од 15 до 17 година                                                           | 1494     |
| 34  | Становништво од 18 до 24 године                                                                  | 5947     |
| 35  | Мушко становништво од 18 до 24 године                                                            | 2933     |
| 36  | Женско становништво од 18 до 24 године                                                           | 3014     |
| 37  | Женско становништво од 15 до 49 година                                                           | 13047    |
| 38  | Становништво са 60 и више година                                                                 | 5185     |
| 39  | Мушко становништво са 60 и више година                                                           | 2548     |
| 40  | Женско становништво са 60 и више година                                                          | 2637     |
| 41  | Однос између мушкараца и жена                                                                    | 97.23    |
| 42  | Становништво од нуле до 14 година                                                                | 13810    |
| 43  | Становништво од 15 до 64 године                                                                  | 31140    |
| 44  | Становништво од 65 година и више                                                                 | 3647     |
| 45  | Просечан број деце                                                                               | 2.41     |
| 46  | Становништво рођено у ентитету                                                                   | 44480    |
| 47  | Мушко становништво рођено у ентитету                                                             | 21882    |
| 48  | Женско становништво рођено у ентитету                                                            | 22598    |
| 49  | Становништво рођено у другом ентитету                                                            | 3425     |
| 50  | Мушко становништво рођено у другом ентитету                                                      | 1741     |
| 51  | Женско становништво рођено у другом ентитету                                                     | 1684     |
| 52  | Становништво од 5 година и више резидентно у ентитету у јуну 2005. године                        | 42669    |
| 53  | Мушко становништво старосног доба од 5 година и више, резидентно у ентитету у јуну 2005. године  | 20905    |
| 54  | Женско становништво старосног доба од 5 и више година, резидентно у ентитету у јуну 2005. године | 21764    |
| 55  | Становништво од 5 година и више које је живело у другом ентитету у јуну 2005. године             | 659      |
| 56  | Мушко становништво старије од 5 година које је живело у другом ентитету у јуну 2005. године      | 340      |
| 57  | Женско становништво старије од 5 година које је живело у другом ентитету у јуну 2005. године     | 319      |
| 58  | Становништво од 3 године и више које говори аутохтони језик                                      | 654      |
| 59  | Мушко становништво старо 3 године и више које говори аутохтони језик                             | 356      |
| 60  | Женско становништво старо 3 године и више које говори аутохтони језик                            | 298      |
| 61  | Становништво од 3 године и више које говори аутохтони језик и не говори шпански језик            | 37       |
| 62  | Мушко становништво старо 3 године и више које говори аутохтони језик и не говори шпански         | 15       |
| 63  | Женско становништво старо 3 године и више које говори аутохтони језик и не говори шпански језик  | 22       |
| 64  | Становништво старо 3 године и више које говори аутохтони језик и шпански                         | 518      |
| 65  | Мушко становништво старо 3 године и више које говори аутохтони језик и шпански                   | 281      |
| 66  | Женско становништво старо 3 године и више које говори аутохтони језик и шпански                  | 237      |
| 67  | Становништво од 5 година и више које говори аутохтони језик                                      | 620      |
| 68  | Становништво од 5 година и више које говори аутохтони језик и не говори шпански језик            | 27       |
| 69  | Становништво од 5 година и више које говори аутохтони језик и говори шпански језик               | 498      |
| 70  | Становништво у домородачким домаћинствима                                                        | 752      |
| 71  | Становништво са ограничењима у активностима                                                      | 1977     |
| 72  | Становништво са ограниченим ходањем или кретањем, горе или доле                                  | 1215     |
| 73  | Становници са ограничењима вида, чак и уз кориштење сочива                                       | 445      |
| 74  | Становништво са ограничењима говора, комуникације или конверзације                               | 153      |
| 75  | Становништво са ограниченим слухом                                                               | 183      |
| 76  | Становништво са ограничењима при одевању, купању или јелу                                        | 111      |
| 77  | Становништво са ограничењима у опажању или учењу једноставних ствари                             | 67       |
| 78  | Становништво са менталним ограничењима                                                           | 210      |
| 79  | Становништво без ограничења активности                                                           | 46396    |
| 80  | Становништво од 3 до 5 година које не похађа школу                                               | 1227     |
| 81  | Мушко становништво од 3 до 5 година које не похађа школу                                         | 623      |
| 82  | Женско становништво од 3 до 5 година које не похађа школу                                        | 604      |
| 83  | Становништво од 6 до 11 година које не похађа школу                                              | 202      |
| 84  | Мушко становништво од 6 до 11 година које не похађа школу                                        | 109      |
| 85  | Женско становништво од 6 до 11 година које не похађа школу                                       | 93       |
| 86  | Становништво од 12 до 14 година које не похађа школу                                             | 218      |
| 87  | Мушко становништво од 12 до 14 година које не похађа школу                                       | 122      |
| 88  | Женско становништво од 12 до 14 година које не похађа школу                                      | 96       |
| 89  | Становништво од 15 до 17 година похађа школу                                                     | 1951     |
| 90  | Мушко становништво од 15 до 17 година похађа школу                                               | 912      |
| 91  | Женско становништво између 15 и 17 година живота у школи                                         | 1039     |
| 92  | Становништво од 18 до 24 године похађа школу                                                     | 1609     |
| 93  | Мушко становништво од 18 до 24 године похађа школу                                               | 775      |
| 94  | Женско становништво од 18 до 24 године похађа школу                                              | 834      |
| 95  | Становништво од 8 до 14 година које не може да чита и пише                                       | 156      |
| 96  | Мушко становништво старосног доба од 8 до 14 година које не може да чита и пише                  | 84       |
| 97  | Женско становништво старосног доби од 8 до 14 година које не може да чита и пише                 | 72       |
| 98  | Становништво од 15 година и више које је неписмено                                               | 1080     |
| 99  | Мушко становништво од 15 година и више које је неписмено                                         | 569      |
| 100 | Женско становништво од 15 година и више које је неписмено                                        | 511      |
| 101 | Становништво старо 15 и више година без школовања                                                | 1431     |
| 102 | Мушко становништво старо 15 и више година без школовања                                          | 742      |
| 103 | Женско становништво старо 15 и више година без школовања                                         | 689      |
| 104 | Становништво старосног доба 15 и више година са непотпуним основним образовањем                  | 4332     |
| 105 | Мушко становништво старосног доба од 15 година и више са непотпуном основним образовањем         | 2332     |
| 106 | Женско становништво старосног доба 15 и више година са непотпуном основним образовањем           | 2000     |
| 107 | Становништво старо 15 и више година са комплетним основним образовањем                           | 6055     |
| 108 | Мушко становништво старо 15 година и више са комплетним основним образовањем                     | 3078     |
| 109 | Женско становништво старо 15 и више година са комплетним основним образовањем                    | 2977     |
| 110 | Становништво старосног доба 15 и више година са непотпуним средњим образовањем                   | 1722     |
| 111 | Мушко становништво старосног доба од 15 година и више са непотпуним средњим образовањем          | 988      |
| 112 | Женско становништво старосног доба од 15 година и више са непотпуним средњим образовањем         | 734      |
| 113 | Становништво старо 15 и више година са пуним секундарном образовањем                             | 8953     |
| 114 | Мушко становништво старосног доба од 15 година и више са пуним секундарном образовањем           | 4260     |
| 115 | Женско становништво старосног доба од 15 година и више са пуним секундарном образовањем          | 4693     |
| 116 | Становништво старије од 18 година са постосновним образовањем                                    | 10547    |
| 117 | Мушко становништво старије од 18 година са постосновним образовањем                              | 4989     |
| 118 | Женско становништво старије од 18 година са постосновним образовањем                             | 5558     |
| 119 | Просечна оцена школовања                                                                         | 8.64     |
| 120 | Просечан ниво образовања мушке популације                                                        | 8.5      |
| 121 | Просечан ниво образовања женског становништва                                                    | 8.77     |
| 122 | Економски активно становништво                                                                   | 19292    |
| 123 | Економски активна мушка популација                                                               | 13421    |
| 124 | Економски активна женска популација                                                              | 5871     |
| 125 | Становништво које није економски активно                                                         | 18173    |
| 126 | Мушко становништво које није економски активно                                                   | 4935     |
| 127 | Женско становништво које није економски активно                                                  | 13238    |
| 128 | Запослено становништво                                                                           | 18198    |
| 129 | Запослено мушко становништво                                                                     | 12600    |
| 130 | Запослено женско становништво                                                                    | 5598     |
| 131 | Незапослена популација                                                                           | 1094     |
| 132 | Незапослена мушка популација                                                                     | 821      |
| 133 | Незапослена женска популација                                                                    | 273      |
| 134 | Становништво без права на здравствене услуге                                                     | 10499    |
| 135 | Становништво које има право на здравствене услуге                                                | 38040    |
| 136 | Становништво које има право на ИМСС                                                              | 17324    |
| 137 | Становништво које има право на социјално осигурање                                               | 2692     |
| 138 | Становништво које има право на државно социјално осигурање                                       | 171      |
| 139 | Становништво које има право на опште осигурање или здравствено осигурање за нову генерацију      | 14214    |
| 140 | Становништво које је било једном или није било у браку током 12 година и више                    | 12181    |
| 141 | Венчано или уједињено становништво од 12 година и више                                           | 21640    |
| 142 | Становништво које је било у браку или уједињено 12 година и више                                 | 3739     |
| 143 | Становништво са католичком религијом                                                             | 43436    |
| 144 | Протестанти, еванђелисти и библијски следбеници различити од еванђелиста                         | 3136     |
| 145 | Становништво са другим религијама различитим од претходних                                       | 12       |
| 146 | Становништво без религије                                                                        | 1531     |
| 147 | Укупно пописаних домаћинства                                                                     | 13516    |
| 148 | Пописна домаћинства на челу са мушкарцима                                                        | 10140    |
| 149 | Пописна домаћинства на челу са женама                                                            | 3376     |
| 150 | Становништво у пописним домаћинствима                                                            | 48339    |
| 151 | Становништво у пописним домаћинствима на челу са мушкарцима                                      | 37828    |
| 152 | Становништво у пописним домаћинствима на челу са женама                                          | 10511    |
| 153 | Укупно домаћинстава                                                                              | 17532    |
| 154 | Укупно насељених домаћинстава                                                                    | 13571    |
| 155 | Укупно приватних кућа                                                                            | 17477    |
| 156 | Насељени приватни домови                                                                         | 13516    |
| 157 | Укупно насељених приватних кућа                                                                  | 13560    |
| 158 | Ненасељене приватне куће                                                                         | 2930     |
| 159 | Појединачна домаћинства за привремену употребу                                                   | 1031     |
| 160 | Становници у насељеним приватним кућама                                                          | 48339    |
| 161 | Насељеност станара у приватним становима                                                         | 3.58     |
| 162 | Просечно становника по соби у приватним насељеним домаћинствима                                  | 0.89     |
| 163 | Појединачна домаћинства са подовима од различитих материјала од земље                            | 13308    |
| 164 | Појединачна домаћинства у приземљу                                                               | 175      |
| 165 | Појединачна домаћинства са једном спаваћом собом                                                 | 3868     |
| 166 | Појединачна домаћинства са две спаваће собе и више                                               | 9606     |
| 167 | Појединачна домаћинства са једним собом                                                          | 440      |
| 168 | Појединачна домаћинства са две собе                                                              | 1628     |
| 169 | Појединачна домаћинства са 3 собе и више                                                         | 11400    |
| 170 | Појединачна домаћинства која имају електрично светло                                             | 13353    |
| 171 | Појединачна домаћинства која немају електрично светло                                            | 132      |
| 172 | Појединачна домаћинства која имају водоводну воду у стамбеном простору                           | 13193    |
| 173 | Појединачна домаћинства која немају водоводну воду у стамбеном простору                          | 272      |
| 174 | Појединачна домаћинства која имају тоалет                                                        | 13138    |
| 175 | Појединачна домаћинства која имају канализацију                                                  | 13157    |
| 176 | Појединачна домаћинства која немају канализацију                                                 | 308      |
| 177 | Појединачна домаћинства која имају електрично светло, довод воде из јавне мреже и канализацију   | 12929    |
| 178 | Појединачна домаћинства без икаквих услова                                                       | 95       |
| 179 | Појединачна домаћинства која имају радио                                                         | 12269    |
| 180 | Појединачна домаћинства која имају телевизор                                                     | 13119    |
| 181 | Појединачна домаћинства која имају фрижидер                                                      | 12858    |
| 182 | Појединачна домаћинства која имају машину за веш                                                 | 11623    |
| 183 | Појединачна домаћинства која имају аутомобил или комби                                           | 9115     |
| 184 | Појединачна домаћинства која имају рачунар                                                       | 3882     |
| 185 | Појединачна домаћинства која имају фиксну телефонску линију                                      | 5356     |
| 186 | Појединачна домаћинства која имају мобилни телефон                                               | 9576     |
| 187 | Појединачна домаћинства која имају приступ интернету                                             | 2461     |